# 水原站 (日本)
水原站（日语：／ Suibara eki */?）是位於新潟縣阿賀野市下條町1番1號，東日本旅客鐵道（JR東日本）的羽越本線車站。

## 歷史
- 1912年（大正元年）9月2日：信越線支線新津至新發田之間開業，此站啟用。
- 1914年（大正3年）6月2日：新發田至中條之間開業，同時路線改名為村上線。
- 1924年（大正13年）7月31日：全線開業，村上線編入至羽越線。
- 1925年（大正14年）11月20日：羽越線改名為羽越本線。
- 1984年（昭和59年）1月20日：終止貨物起卸業務，成為旅客車站。
- 1985年（昭和60年）3月14日：終止行李起卸業務。
- 1987年（昭和62年）4月1日：伴隨國鐵分割民營化，車站由東日本旅客鐵道（JR東日本）營運。
- 1990年（平成2年）12月1日：開設綠色窗口[1]。
- 2000年（平成12年）秋天：閘外行人通道開始使用[2]。
- 2008年（平成20年）3月15日：此站可使用IC卡「Suica」[3]。

## 車站構造
車站是一座地面車站，設有2面2線的相對式月台。兩月台之間設有跨線橋連接，該跨線橋同時設有閘外行人通道。當不需要進行列車交會時，列車會使用靠近車站大樓的1號月台。2號月台從前是一座島式月台（2、3號月台），3號月台對出曾經設有數條側線，現時變成了市道。曾經在正門近新津一方設有貨物月台，在西出口一方曾經設有山崎休姆管工場專用線。在星期一至六設有1班來往新津站至此站的區間列車。
此站是由新津站管理的業務委託車站，委托了JR新潟Business負責車站業務。車站大樓內設有綠色窗口、自動售票機、Suica讀卡機、候車室、自動販賣機和廁所。
雖然已經計劃進行城市發展，但是站前廣場一直還未開發。另外，在站前設有等候用停車場和免費泊車轉乘停車場。

### 月台
| 月台 | 路線      | 上下行 | 方向             |
| ---- | --------- | ------ | ---------------- |
| 1・2 | ■羽越本線 | 下行   | 新發田、村上方向 |
| 1・2 | ■羽越本線 | 上行   | 新津方向         |

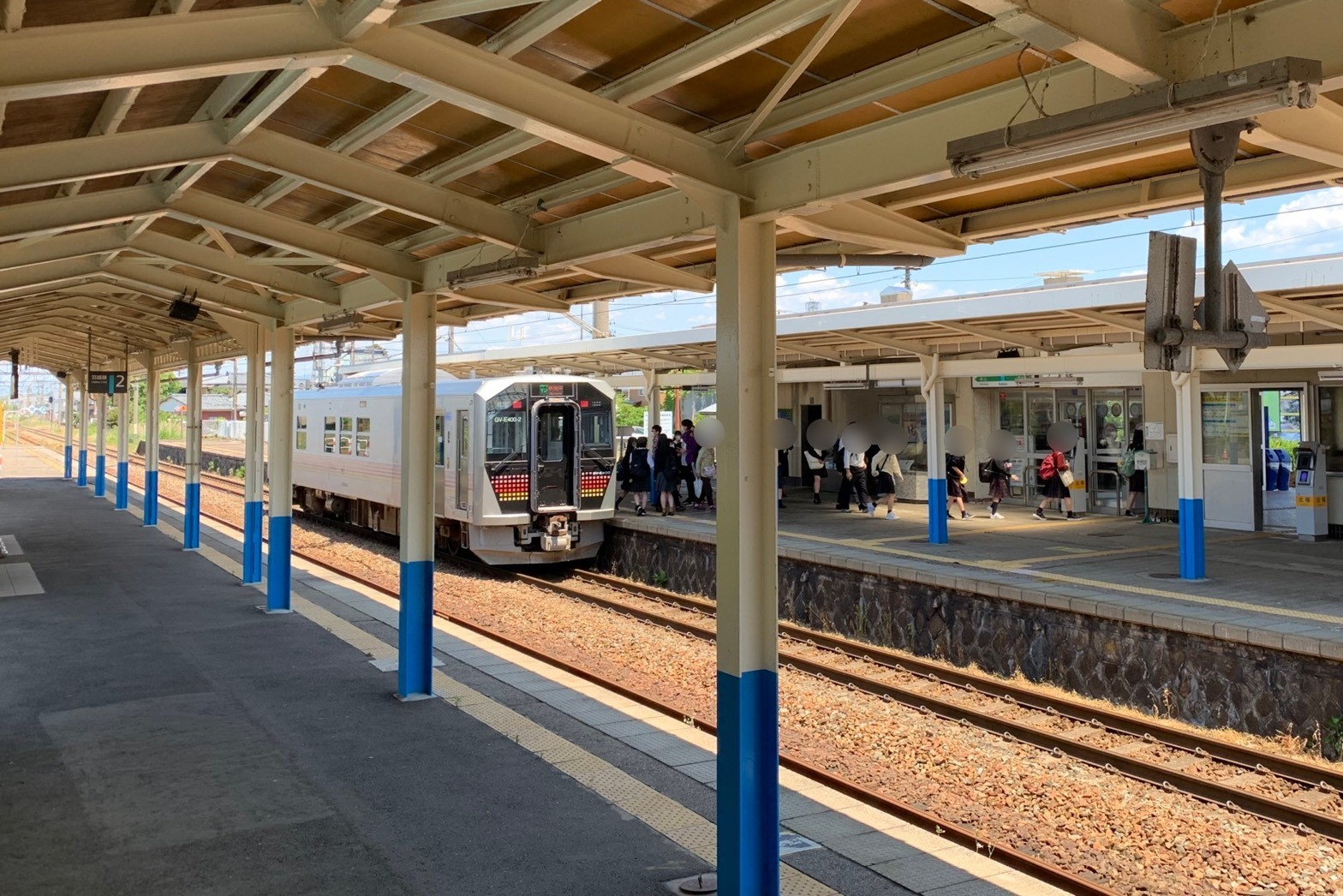
月台（2020年5月）
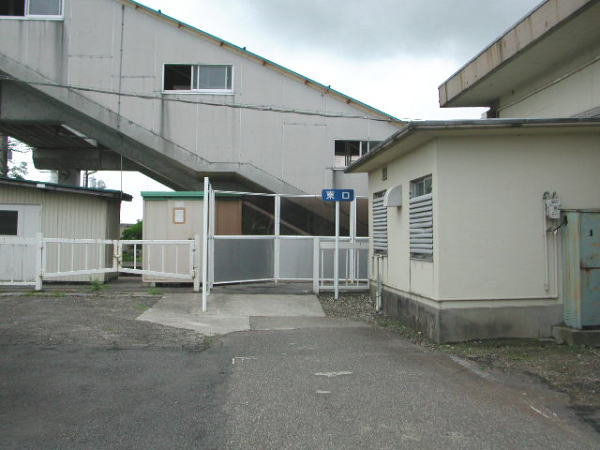
跨線橋閘外行人通道入口（東口）
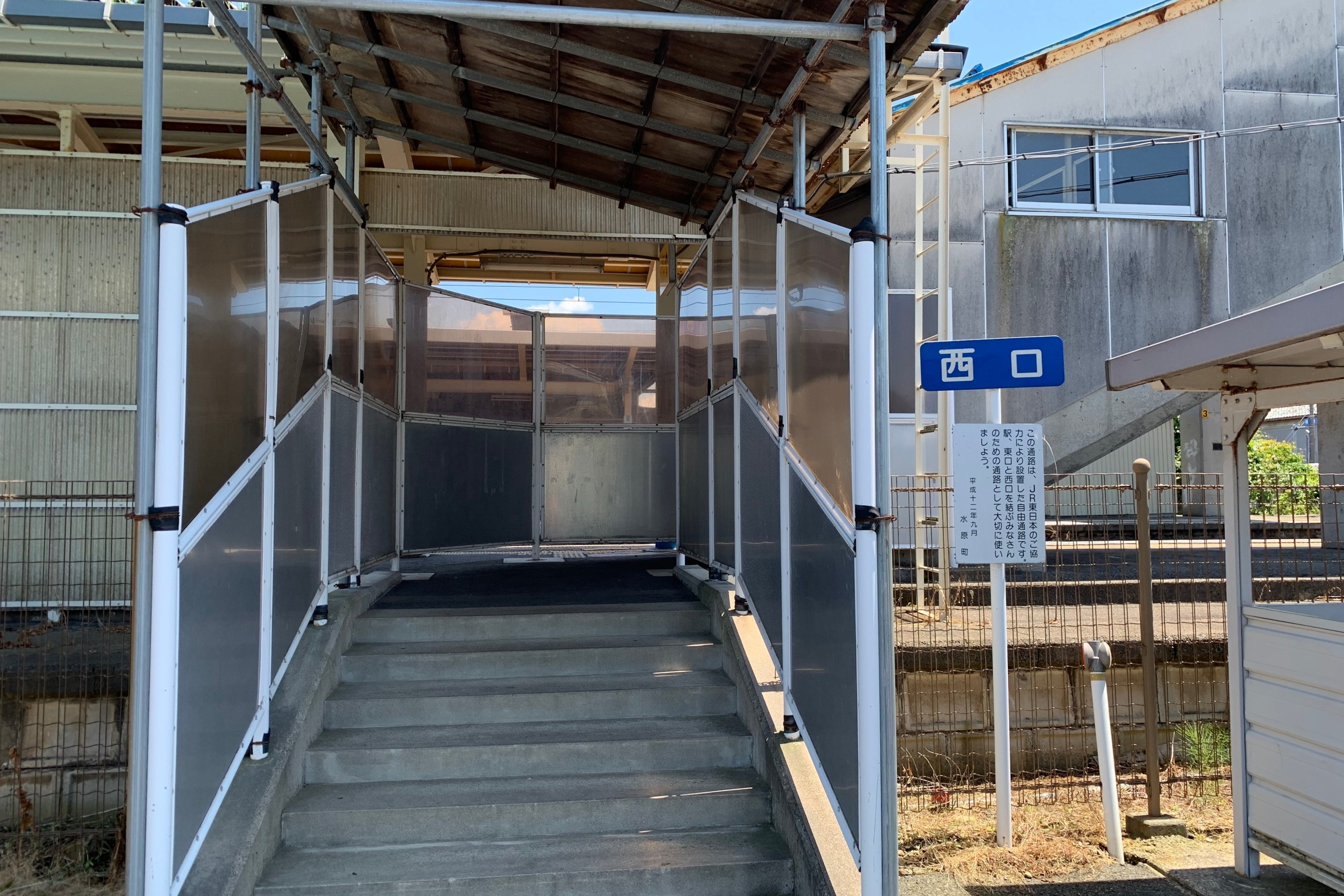
跨線橋閘外行人通道入口（出口）（2020年5月）
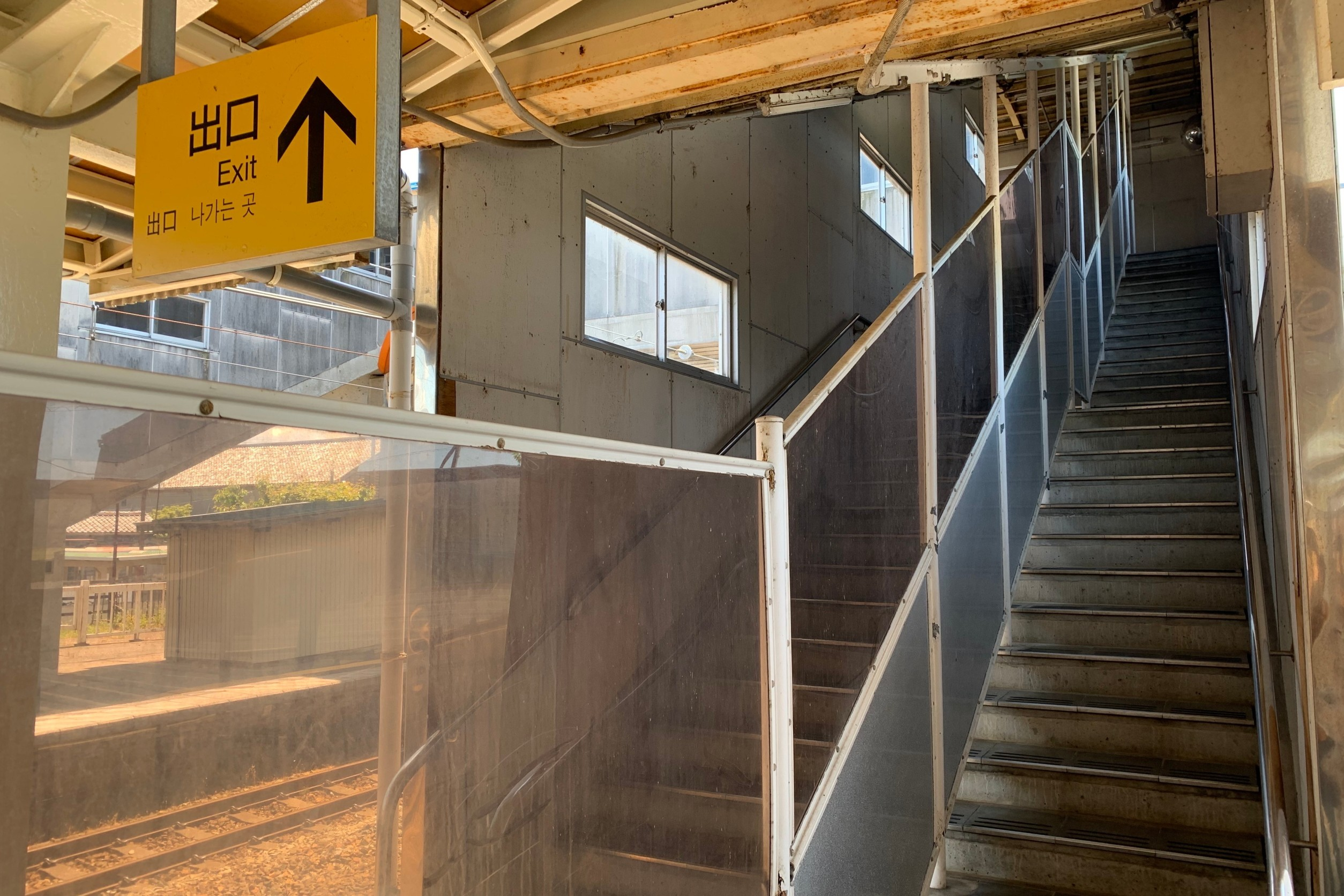
跨線橋（2020年5月）
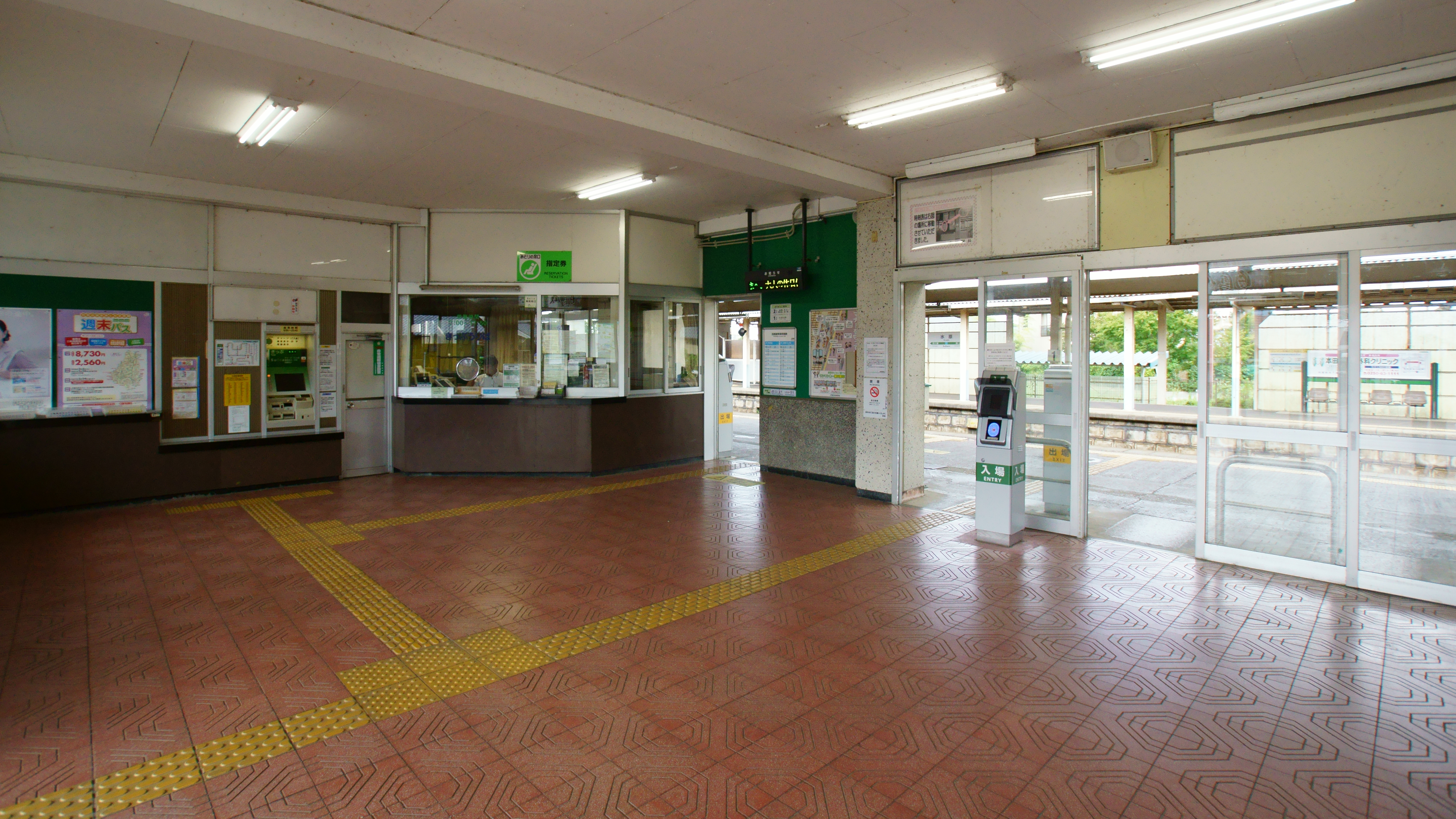
閘口（2016年9月）
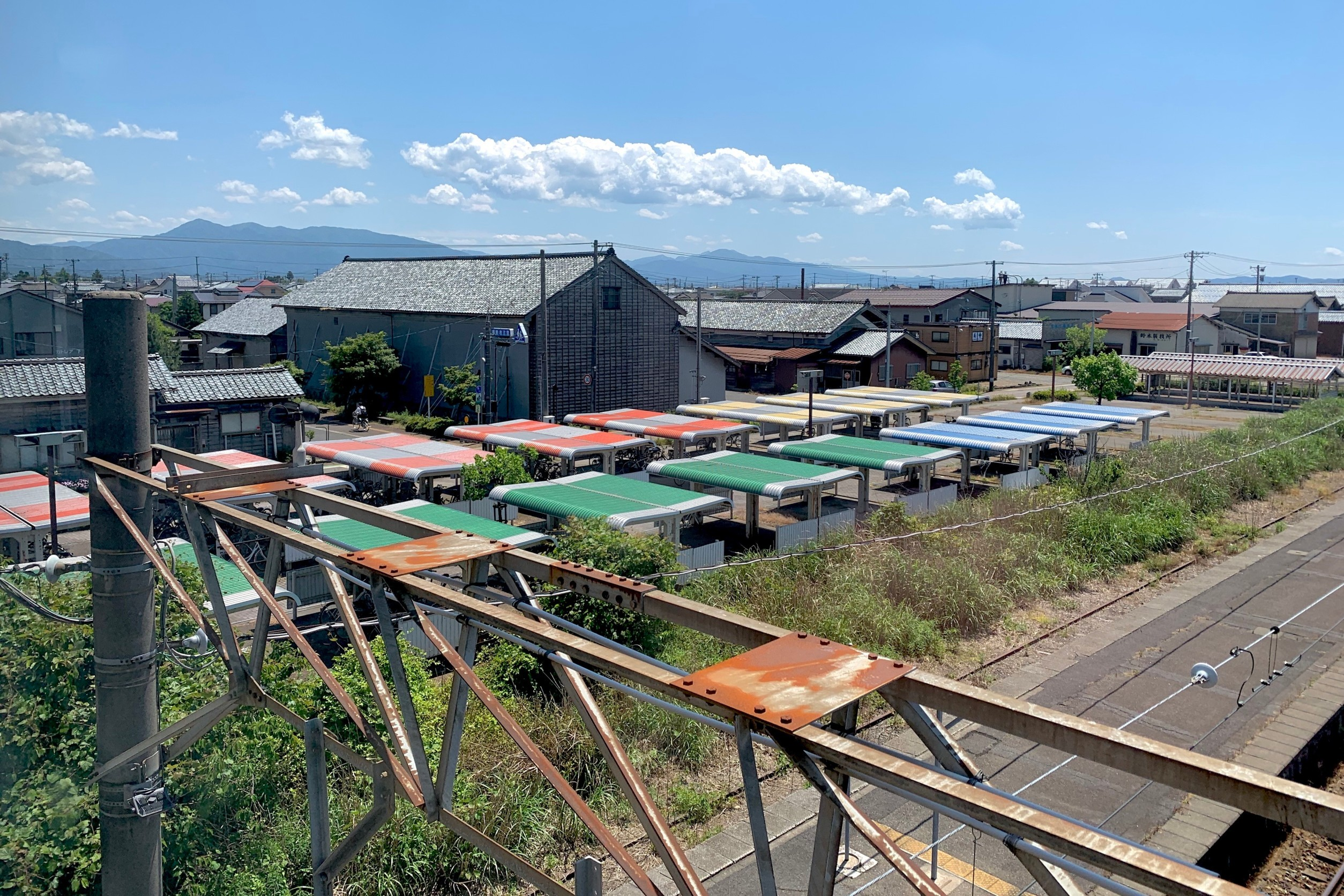
站前的停泊單車場（2020年5月）
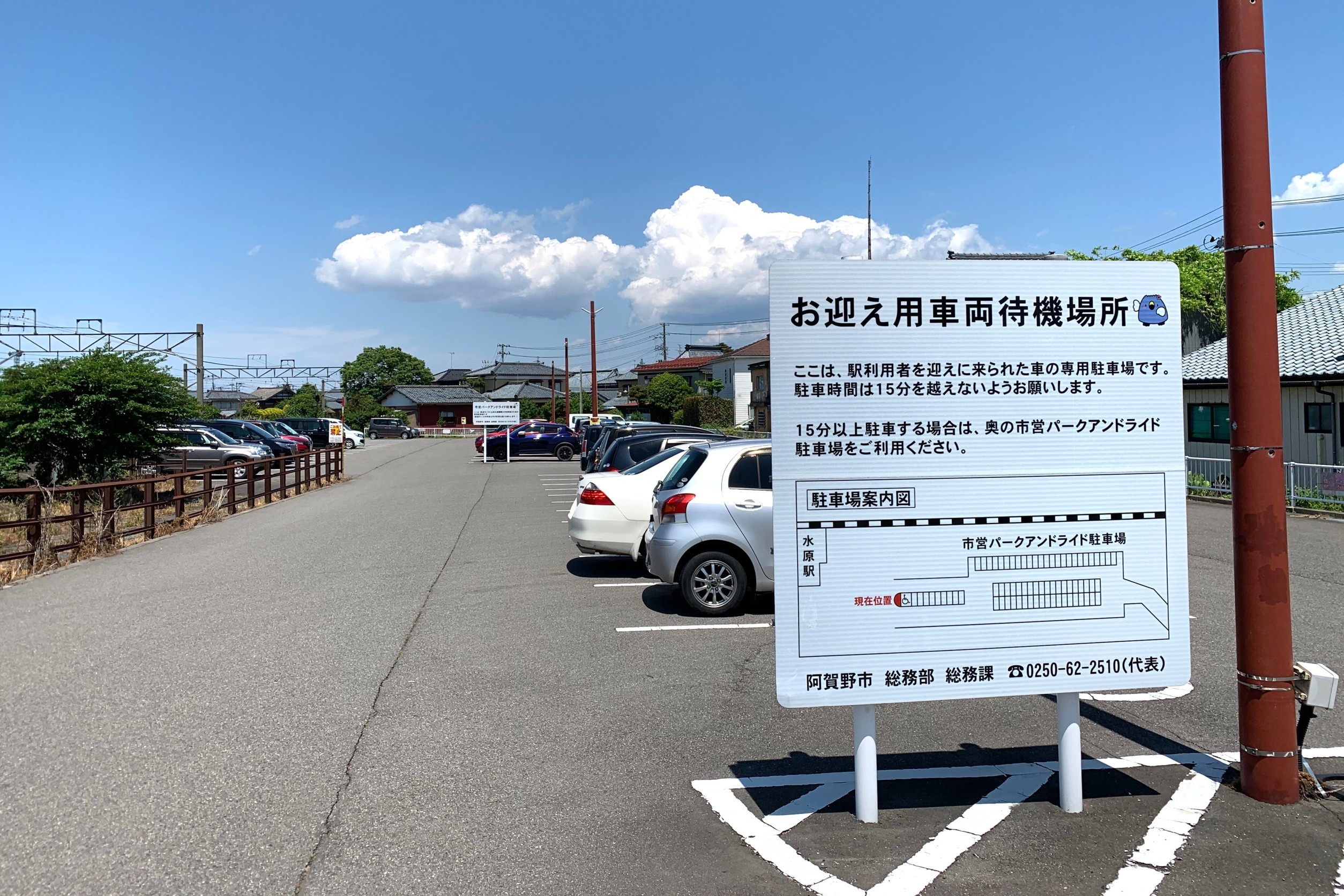
Kiss-and-ride停車場（2020年5月）
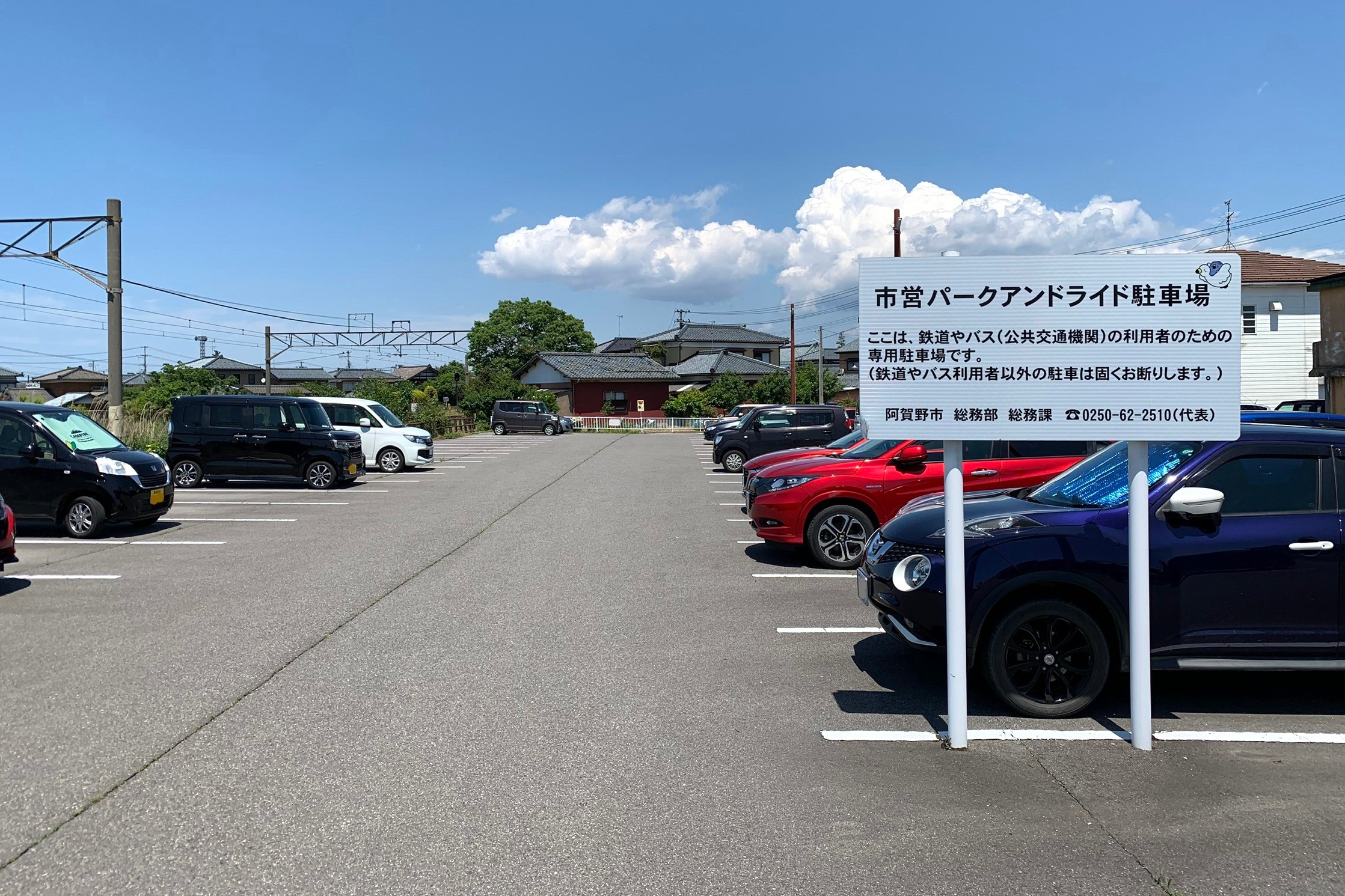
泊車轉乘停車場（2020年5月）

## 使用狀況
在2019年度（令和元年度），1日平均乘車人次為739人。
以下列出近年1日平均乘車人次：
| 乘車人次變化       | 乘車人次變化     | 乘車人次變化    |
| 年度               | 1日平均 乘車人次 | 參考資料        |
| ------------------ | ---------------- | --------------- |
| 1965年（昭和40年） | 2,248            | [ 利用客数 2 ]  |
| 1970年（昭和45年） | 2,101            | [ 利用客数 3 ]  |
| 1975年（昭和50年） | 2,084            | [ 利用客数 4 ]  |
| 2000年（平成12年） | 1,274            | [ 利用客数 5 ]  |
| 2001年（平成13年） | 1,242            | [ 利用客数 6 ]  |
| 2002年（平成14年） | 1,162            | [ 利用客数 7 ]  |
| 2003年（平成15年） | 1,069            | [ 利用客数 8 ]  |
| 2004年（平成16年） | 1,041            | [ 利用客数 9 ]  |
| 2005年（平成17年） | 1,001            | [ 利用客数 10 ] |
| 2006年（平成18年） | 972              | [ 利用客数 11 ] |
| 2007年（平成19年） | 917              | [ 利用客数 12 ] |
| 2008年（平成20年） | 937              | [ 利用客数 13 ] |
| 2009年（平成21年） | 913              | [ 利用客数 14 ] |
| 2010年（平成22年） | 907              | [ 利用客数 15 ] |
| 2011年（平成23年） | 886              | [ 利用客数 16 ] |
| 2012年（平成24年） | 880              | [ 利用客数 17 ] |
| 2013年（平成25年） | 863              | [ 利用客数 18 ] |
| 2014年（平成26年） | 815              | [ 利用客数 19 ] |
| 2015年（平成27年） | 805              | [ 利用客数 20 ] |
| 2016年（平成28年） | 809              | [ 利用客数 21 ] |
| 2017年（平成29年） | 787              | [ 利用客数 22 ] |
| 2018年（平成30年） | 767              | [ 利用客数 23 ] |
| 2019年（令和元年） | 739              | [ 利用客数 1 ]  |

## 車站周邊

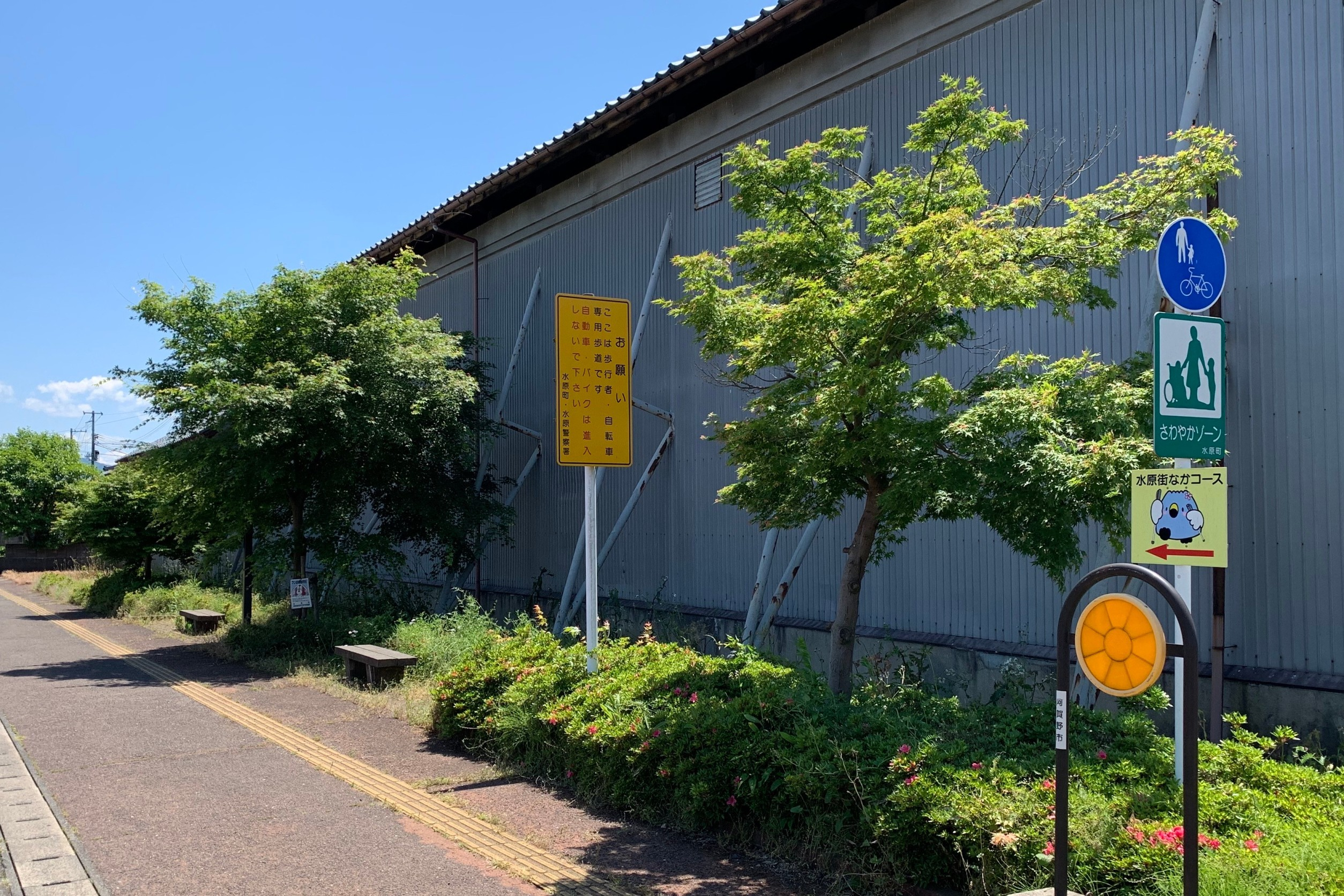
在站前設有途經市民醫院、新潟縣立阿賀野高等學校前往水原綜合體育館、阿賀野市政廳的行人徑與單車徑（2020年5月）

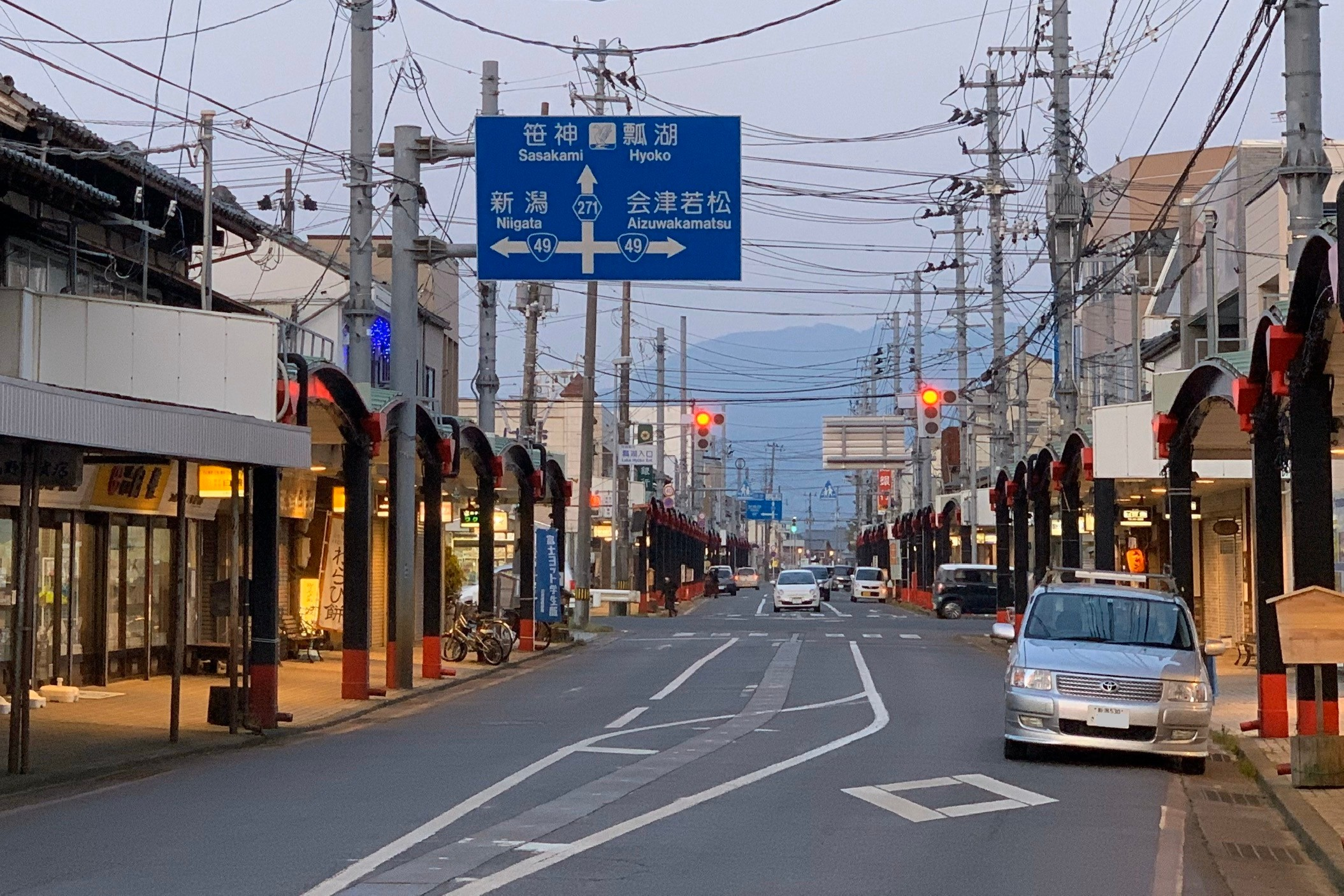
於車站北邊設有東西走向的本町商店街（2020年4月）

此站是位於阿賀野市中心。同時為前北蒲原郡水原町中心。另外，車站周邊設有瓢湖和五頭溫泉鄉等觀光地點。

### 車站正面
- 新潟縣道255號新關水原停車場線（日语：新潟県道255号新関水原停車場線）
- 新潟縣道303號水原停車場線（日语：新潟県道303号水原停車場線）
- 阿賀野市民醫院
- 白龍酒造（日语：白龍酒造）（白龍）
- 無為信寺（日语：無為信寺）[6]
- 天朝山公園（越後府遺址）[6]
- 水原露店市場（在4號和8號早上舉行）[7]
- 阿賀野市政廳[6]
- 水原城館蹟、水原代官所[6]
- 阿賀野郵局（日语：阿賀野郵便局）
- 阿賀野市立水原小學
- 新潟縣立阿賀野高等學校（日语：新潟県立阿賀野高等学校）
- 瓢湖[6]

### 西出口
- 國道460號（日语：国道460号）
- 國道49號（日语：国道49号）
- 新潟縣道15號新潟長浦水原線（日语：新潟県道15号新潟長浦水原線）
- 阿賀野市立安野小學
- 阿賀野市水原公民館
- 越之日本櫻酒造（越乃日本櫻）

## 巴士路線

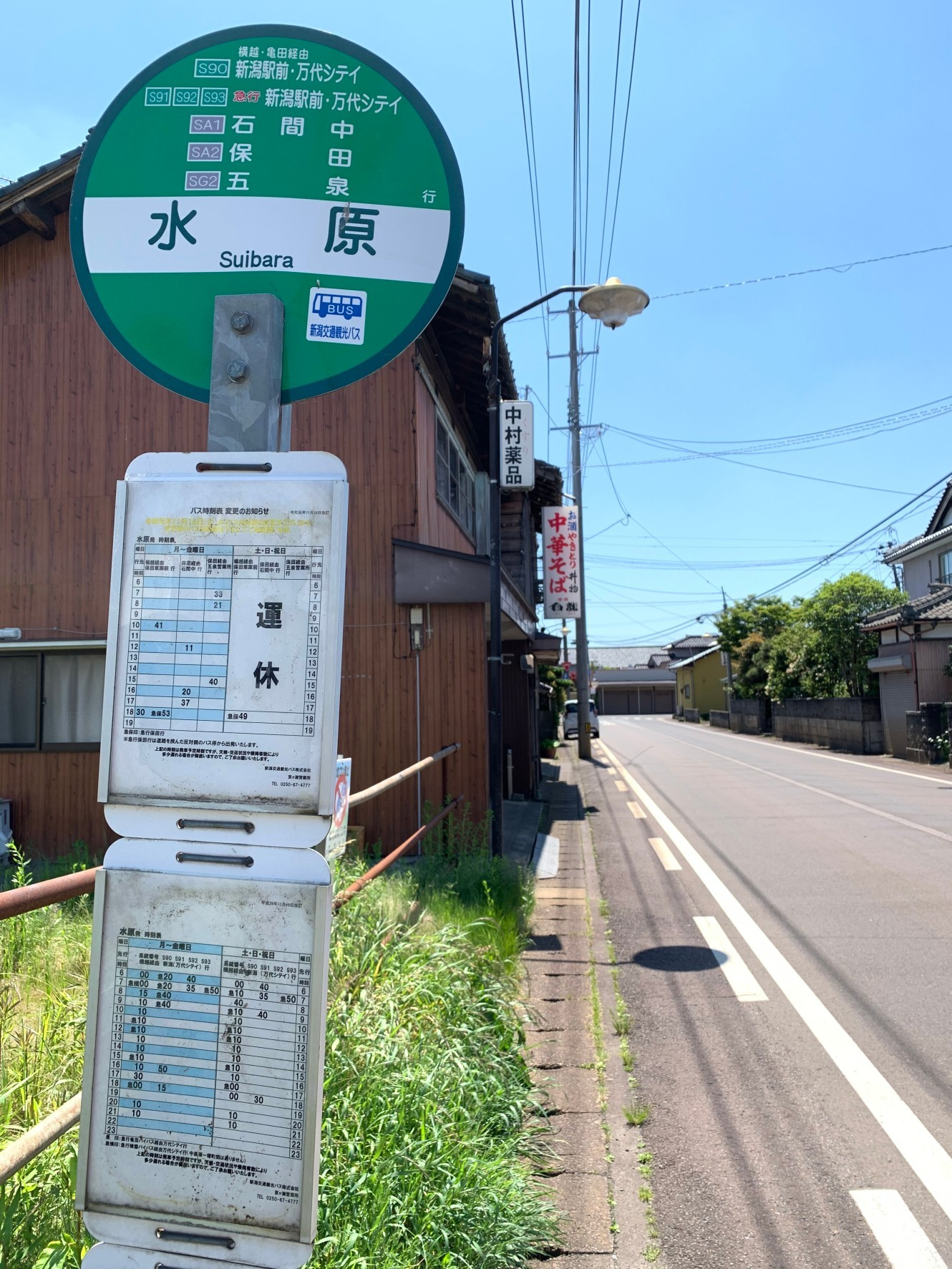
前往新潟站的新潟交通觀光巴士「水原」巴士站（2020年5月）
班次中毎小時有1班或以上，比列車班次多。

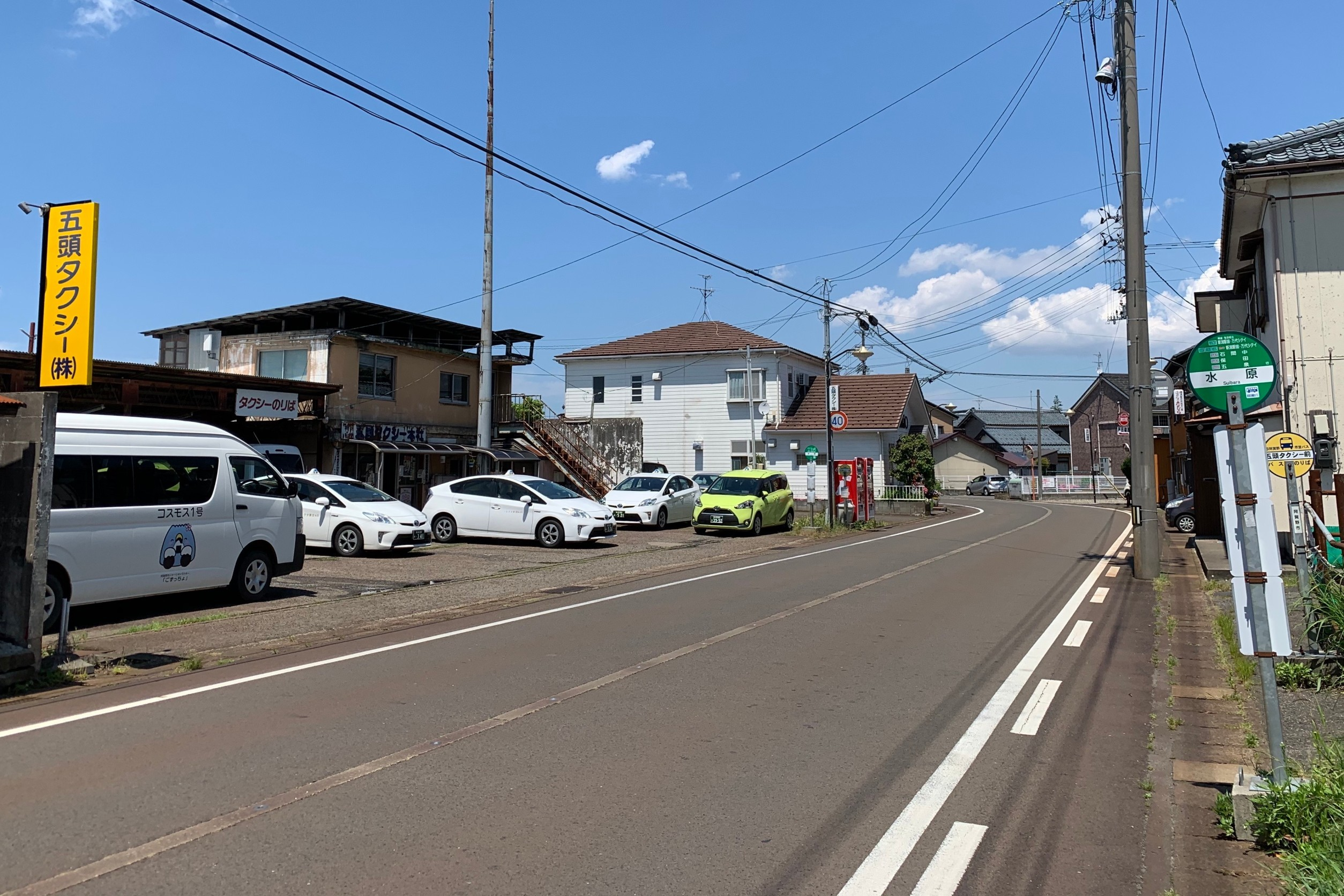
新潟交通集團「水原」巴士站和市營巴士「五頭中心前」巴士站是相同位置（2020年5月）

此站設有巴士路線前往新潟市中央區，使鐵路與巴士造成競爭。在2002年第3次新潟都市圈一次調查中，12%乘客使用鐵路、6%乘客使用巴士。

### 阿賀野市營巴士
在站前設有阿賀野市營巴士「水原站前」巴士站。詳情參見「阿賀野市營巴士（阿賀野市政廳） （页面存档备份，存于）」。

### 新潟交通的集團
在車站對出左轉再步行3分鐘（縣道303號、五頭中心前），即可到達新潟交通集團「水原」巴士站。當中設有龜田、橫越線（路線圖和時間表參見「不同路線的時間表（新潟交通） （页面存档备份，存于）」，其他路線參見「京瀨區（新潟交通觀光巴士） （页面存档备份，存于）」。
| 巴士站名 | 方向                     | 路線名稱         | 系統、目的地 |
| -------- | ------------------------ | ---------------- | --- |
| 水原     | 新潟市江南區、中心部方向 | ■S9 龜田、橫越線 | S90 經橫越、龜田站前 前往新潟站前、萬代城 S91・S93 ＜急行＞經橫越、龜田繞道 前往新潟站前、萬代城 S92 ＜急行＞經橫雲繞道 前往新潟站前、萬代城 |
| 水原     | 瓢湖方向                 | ■S9 龜田、橫越線 | S90・S91 瓢湖前 |
| 水原     | 保田方向                 | ■S9 龜田、橫越線 | S93 ＜急行＞保田車廠前 |
| 水原     | 保田方向                 | -                | SA1 經堀越、保田 前往石間中 SA2 經堀越 前往保田車廠前 SG2 經堀越、保田 前往五泉營業所                                              |

水原巴士站從前是位於新潟交通水原營業所，後來遷移至五頭的士有限公司。新潟交通水原營業所在1990年代與新津營業所合併成為京瀨營業所（位於阿賀野市下里工業團地內）。水原營業所遺址變成了新潟交通的旅行社「Crayon旅行中心」，現時變成了投幣式洗衣店「Shabon」。

## 相鄰車站
東日本旅客鐵道
■羽越本線
京瀨－水原－神山

## 注腳

### 使用狀況
1. 1 2  . 東日本旅客鉄道.   [2020-07-13]. （原始内容存档于2020-07-10） （日语）.
2. ↑  鐵道統計年報昭和40年版p100　新潟鐵道管理局
3. ↑  鐵道統計年報昭和45年版p88-89　新潟鐵道管理局
4. ↑  鐵道統計年報昭和50年版p62-63　新潟鐵道管理局
5. ↑  . 東日本旅客鉄道.   [2019-02-25]. （原始内容存档于2019-03-27） （日语）.
6. ↑  . 東日本旅客鉄道.   [2019-02-25]. （原始内容存档于2019-03-27） （日语）.
7. ↑  . 東日本旅客鉄道.   [2019-02-25]. （原始内容存档于2019-03-27） （日语）.
8. ↑  . 東日本旅客鉄道.   [2019-02-25]. （原始内容存档于2019-03-27） （日语）.
9. ↑  . 東日本旅客鉄道.   [2019-02-25]. （原始内容存档于2019-03-27） （日语）.
10. ↑  . 東日本旅客鉄道.   [2019-02-25]. （原始内容存档于2019-03-27） （日语）.
11. ↑  . 東日本旅客鉄道.   [2019-02-25]. （原始内容存档于2019-03-27） （日语）.
12. ↑  . 東日本旅客鉄道.   [2019-02-25]. （原始内容存档于2019-04-02） （日语）.
13. ↑  . 東日本旅客鉄道.   [2019-02-25]. （原始内容存档于2019-03-27） （日语）.
14. ↑  . 東日本旅客鉄道.   [2019-02-25]. （原始内容存档于2019-03-27） （日语）.
15. ↑  . 東日本旅客鉄道.   [2019-02-25]. （原始内容存档于2019-03-27） （日语）.
16. ↑  . 東日本旅客鉄道.   [2019-02-25]. （原始内容存档于2019-03-27） （日语）.
17. ↑  . 東日本旅客鉄道.   [2019-02-25]. （原始内容存档于2019-03-27） （日语）.
18. ↑  . 東日本旅客鉄道.   [2019-02-25]. （原始内容存档于2016-04-04） （日语）.
19. ↑  . 東日本旅客鉄道.   [2019-02-25]. （原始内容存档于2019-03-27） （日语）.
20. ↑  . 東日本旅客鉄道.   [2019-02-25]. （原始内容存档于2019-03-23） （日语）.
21. ↑  . 東日本旅客鉄道.   [2019-02-25]. （原始内容存档于2019-03-27） （日语）.
22. ↑  . 東日本旅客鉄道.   [2019-02-25]. （原始内容存档于2019-03-25） （日语）.
23. ↑  . 東日本旅客鉄道.   [2019-07-21]. （原始内容存档于2019-07-05） （日语）.

## 外部連結
- 車站資訊（水原）：東日本旅客鐵道（日語）